# Vaccin contre la rougeole, la rubéole et les oreillons
Le vaccin contre la rougeole, la rubéole et les oreillons (vaccin RRO au Québec, ou vaccin ROR en France, ou MMR vaccine (pour Measles-Rougeole Mumps-Oreillons Rubella-Rubéole) aux États-Unis), est un vaccin combiné trivalent contre la rougeole, la rubéole et les oreillons. Il comprend les vaccins viraux vivants atténués dirigés contre la rougeole, la rubéole et les oreillons. Il est habituellement administré dans l’enfance. 
Ce vaccin est vendu par Merck & Co. sous le nom de MMR II, par GlaxoSmithKline sous le nom de Priorix, par Serum Institute of India sous le nom de Tresivac et par Sanofi Pasteur sous le nom de MMR Vax Pro en Belgique (également sous le nom de Trimovax dans d'autres pays). 
Il est administré au Québec dans les CLSC. 

## MMR II

### Historique
MMR II est un vaccin qui fut développé par la compagnie Merck dans la fin des années 1960. Il fut licencié sous ce nom en 1971, année où commença son utilisation. Originellement, il n'y avait qu’une dose administrée, mais en 1989 une deuxième dose fut recommandée par l’American Academy of Family Physicians, l’American Academy of Pediatrics, et le Centers for Disease Control and Prevention’s Advisory Committee on Immunization Practices. Aujourd’hui, ce vaccin est encore administré dans le monde.
Le vaccin a été mis sur le marché en France en 1966 et introduit dans le calendrier vaccinal en 1983, à l’âge de 12-15 mois en association avec la vaccination rubéole. Trois ans plus tard, la vaccination contre les oreillons y était associée (vaccin triple).

### Fabrication et composition
Le vaccin MMR II est fabriqué à partir de souches de virus vivants atténués. Les souches de virus sont produites à l’aide de culture cellulaire. Pour nourrir les virus, une solution tampon saline de sérum fœtal de bovin est nécessaire. Le milieu de culture utilisé est le medium 199 qui est composé essentiellement de purines, de pyrimidines et de lipides solubles,. Les virus seront donc en croissance prolongée dans des conditions non usuelles par passage prolongé. En se multipliant, ils perdront leur caractère infectieux, sans toutefois perdre leur capacité d’induire une réponse du système immunitaire.
Le vaccin est une solution stérile lyophilisée de trois vaccins, soit Attenuvax, Mumpsvax et Meruvax.
- Attenuvax est un vaccin contenant une souche du virus vivant de la rougeole. Celle-ci dérive de la souche atténuée d’Enders d’Edmonston et est propagée dans une culture de cellules embryonnaires de poule.
- Mumpsvax est le vaccin utilisé contre les oreillons. Il contient la souche vivante et atténuée Jeryl Lynn (de type B) et est aussi produit à l’aide de culture de cellules embryonnaires de poule.
- Meruvax s’attaque, quant à lui, à la rubéole.  C’est un vaccin contenant un virus vivant et atténué de la souche Wistar RA 27/3 qui est créé à partir d’une culture de cellules diploïdes WI-38 venant de fibroblastes de poumons humains[4].

Le vaccin contient aussi un antibiotique nommé la néomycine. Cet antibiotique sert à empêcher la contamination par des bactéries lors de la fabrication du vaccin. Après confirmation de FDA, le vaccin ne contient pas d’agent de conservation comme la thiomersal.

### Méthode de vaccination
En France, le Haut Conseil de la santé publique recommande  que la première dose de vaccin trivalent soit donnée à 12 mois ; la deuxième dose entre 13 et 24 mois (9 mois et rappel 12-15 mois pour les enfants en collectivités). En Belgique, le Conseil Supérieur de la Santé recommande une première dose de RRO à l’âge de 12 mois et une deuxième dose à l’âge de 10-11 ans (5e primaire) en Flandre et de 11-12 ans (6e primaire) en Fédération Wallonie-Bruxelles.
Cette deuxième dose n’agit pas comme un stimulant. Elle est donnée pour inciter la production d’anticorps chez le faible pourcentage de gens (2-5 %) n’ayant pas développé d’immunité après la première injection.
Le vaccin peut aussi être administré aux adolescentes ou femmes qui ne sont pas enceintes, les femmes susceptibles de contracter la rubéole durant la période post-partum et tout autre adulte.   
Le vaccin est injecté en sous-cutanée ou intramusculaire; habituellement dans la région externe et supérieure du bras. Ce vaccin est réalisé par un professionnel de la santé.
Le vaccin devrait être gardé dans un milieu réfrigéré et l'abri de toutes sources de lumière. Le diluant servant à reconstituer le vaccin peut être conservé à température ambiante ou au réfrigérateur. En revanche, le gel doit être évité. Après la reconstitution du vaccin avec le diluant, le vaccin devrait être utilisé dans 8 heures suivantes. Après ce temps, il devrait être jeté. Le vaccin ne doit pas être jeté dans les ordures ménagères. Procédure des déchets d'activités de soins à risque (DASRI).

### Efficacité
Depuis l’introduction du vaccin ROR, les cas de rougeole ont baissé de 75 % dans le monde entre 2000 et 2013. Dans les vingt premières années suivant l'autorisation du vaccin, le nombre de cas évités aux États-Unis est estimé à 52 millions de cas de contamination, 17 400 cas de retard mental et 5 200 morts. Depuis 1997, environ 200 cas d’infections ont été répertoriés chaque année confirmant ainsi que la maladie n’était plus considérée comme endémique aux États-Unis. Il a été constaté une très grande diminution de l'incidence de la maladie dans tous les groupes d'âge, surtout chez les enfants âgés de moins de 10 ans.
Dans le monde, la rougeole est encore considérée comme endémique bien qu’elle fût déclarée éliminée aux États-Unis en 2000. Un rendement élevé de vaccination ainsi qu’une bonne communication avec les gens refusant le vaccin est toutefois nécessaire pour prévenir une épidémie. Certains facteurs, dont une couverture vaccinale partielle ou un vaccin peu efficace, peuvent permettre la survenue d'épidémies, comme il a été constaté dans des communautés religieuses à New York.

### Contre-indication
Le vaccin ne devrait pas être administré aux gens souffrant d'allergie à certaines composantes du vaccin comme la néomycine. Les gens immunodéprimés par un déficit immunitaire primaire ou acquis ne devraient pas être vaccinés en raison d'une possible induction de la maladie malgré l'atténuation du virus. Une telle induction est également possible par l'intermédiaire d'un des membres de leur famille. Le vaccin n'est pas recommandé pour les gens atteints de troubles sanguins comme la leucémie ou tout autre type de cancer touchant la moelle osseuse ou le système lymphatique. 
Les femmes enceintes (ainsi que leur entourage immédiat) ne devraient pas être vaccinées. Les femmes prévoyant une grossesse devront patienter un mois après la vaccination avant de pouvoir concevoir sans risque. Le vaccin est aussi déconseillé aux gens sous traitement de corticotrophine, de corticostéroïdes, d'agents alcoylants et d'antimétabolites. Les personnes ayant une tuberculose non traitée ou sous radiothérapie ne devraient pas être exposées à ce vaccin.

### Effets secondaires
1 personne sur 100 ayant reçu ce vaccin s'est plainte d'effets secondaires. Ces effets secondaires sont généralement une diarrhée, un écoulement nasal, une fièvre, une irritabilité, un sensation de picotement au niveau de l'injection et une douleur dans les articulations. Certaines personnes, notamment celles ayant des antécédents d'auto immunité peuvent ressentir d'autres effets secondaires que ceux énumérés, comme les thrombopénies ou purpuras thrombopéniques (chute du nombre de plaquettes sanguines), un tel effet restant très rare.

### Polémique
La revue médicale britannique The Lancet publie en 1998 une étude dirigée par le Dr Andrew Wakefield laissant craindre un lien possible entre le vaccin et l'autisme, ce qui déclenche une polémique en Grande-Bretagne, et y entraîne une baisse de cette triple vaccination, qui passe de 92 % à 78,9 % entre 1998 et 2003.
Le 28 janvier 2010, le General Medical Council britannique (Conseil général de la médecine en Grande-Bretagne) émet un jugement selon lequel certains éléments de l'article de Wakefield et ses coauteurs sont « incorrects » et ses méthodes de recherche « non éthiques ». Un des points reprochés à l'étude est qu'elle portait sur seulement 12 personnes. Un conflit d'intérêts révélé par le journaliste britannique Brian Deer, du Sunday Times, contredit aussi l'indépendance de Wakefield, celui-ci ayant été rémunéré comme « expert » à hauteur de 435 643 £ (environ 510 240 €) en prévision d'un procès en recours collectif.
The Lancet se rétracte alors le 2 février, et décide de retirer l'article de ses archives.
En janvier 2011, le British Medical Journal qualifie cette étude de fraude et accuse Andrew Wakefield d'avoir délibérément falsifié ses données.
L'hypothèse du Dr Andrew Wakefield a été reprise dans une étude conduite en 2002 par le Dr Arthur Krigsman, dans des conditions  critiquées et sanctionnées par le Lenox Hill Hospital, à New York, où celui-ci travaillait alors. Ses résultats, souvent évoqués dans la presse généraliste, en particulier le quotidien britannique The Daily Mail, n'ont jamais fait l'objet d'une publication dans une revue reconnue par la communauté scientifique.